# Tadayuki Okada
Tadayuki 'Taddy' Okada (Jōsō, Prefectura de Ibaraki, Japón, 13 de febrero de 1967) es un expiloto de motociclismo japonés. Fue subcampeón de 250cc en el 1994 y en el Campeonato del Mundo de 500cc de 1997.

## Biografía

### Comienzos
Okada ganó el All Japan Road Race Championship en la categoría de 250cc en tres años consecutivos de 1989 a 1991 para Honda. Honda entonces entró con él en el campeonato del mundo 250cc en 1993. Fue segundo en el campeonato en 1994 y cuarto en 1995.

### 500cc y Superbikes
Okada subió a 500cc en 1996, ayudando a desarrollar la Honda NSR500V y terminó la temporada séptimo en la general. En 1997, tuvo tres victorias y terminó segundo detrás de Mick Doohan. Faltó varias carreras en 1998 debido a una lesión en la muñeca pero se recuperó en 1999 para terminar tercero en el campeonato, con victorias en Assen, Brno y Phillip Island. En la carrera final de la temporada estaba segundo en la general, pero perdió la posición ante el ganador de la carrera final Kenny Roberts Jr. Después de un 2000 en gran medida fracasado pasó al Campeonato Mundial de Superbikes en 2001, sin ganar una carrera, aunque consiguiendo tres podios y 8.º en la general. Okada decidió retirarse al final del año. Hizo una aparición excepcional como wild-card en el Gran Premio de Italia de 2008 en Mugello en junio, terminando 14.º en la primera carrera para la Honda RC212V de válvula neumática.
Actualmente es el director del equipo Honda Team Asia, que en la actualidad cuenta con dos motos Kalex para Takaaki Nakagami y Khairul Idham Pawi en Moto2 y dos motos Honda para Kaito Toba y Nakarin Atiratphuvapat en Moto3.

## Resultados
Sistema de puntuación desde 1988 hasta 1991:
| Posición | 1.º | 2.º | 3.º | 4.º | 5.º | 6.º | 7.º | 8.º | 9.º | 10.º | 11.º | 12.º | 13.º | 14.º | 15.º |
| Puntos   | 20  | 17  | 15  | 13  | 11  | 10  | 9   | 8   | 7   | 6    | 5    | 4    | 3    | 2    | 1    |

Sistema de puntuación de 1993 hasta 2022:
| Posición | 1.º | 2.º | 3.º | 4.º | 5.º | 6.º | 7.º | 8.º | 9.º | 10.º | 11.º | 12.º | 13.º | 14.º | 15.º |
| Puntos   | 25  | 20  | 16  | 13  | 11  | 10  | 9   | 8   | 7   | 6    | 5    | 4    | 3    | 2    | 1    |

(Carreras en negrita indica pole position, carreras en cursiva indica vuelta rápida)
| Año  | Cat.   | Equipo         | Moto    | 1       | 2       | 3       | 4       | 5       | 6       | 7       | 8       | 9       | 10     | 11     | 12      | 13    | 14      | 15     | 16      | 17    | 18    | Pts. | Pos. | Vic. |
| ---- | ------ | -------------- | ------- | ------- | ------- | ------- | ------- | ------- | ------- | ------- | ------- | ------- | ------ | ------ | ------- | ----- | ------- | ------ | ------- | ----- | ----- | ---- | ---- | ---- |
| 1989 | 250cc  | Cabin-Honda    | NSR250  | JPN 6   | AUS -   | USA -   | SPA -   | NAT -   | GER -   | AUT -   | YUG -   | NED -   | BEL -  | FRA -  | GBR -   | SWE - | CZE -   | BRA -  |         |       |       | 10   | 28.º | 0    |
| 1990 | 250cc  | Honda          | NSR250  | JPN RET | USA -   | SPA -   | NAT -   | GER -   | AUT -   | YUG -   | NED -   | BEL -   | FRA -  | GBR -  | SWE -   | CZE - | HUN -   | AUS -  |         |       |       | 0    | -    | 0    |
| 1991 | 250cc  | Honda          | NSR250  | JPN RET | AUS -   | USA -   | SPA -   | ITA -   | GER -   | AUT -   | EUR -   | NED -   | FRA -  | GBR -  | RSM -   | CZE - | VDM -   | MAL -  |         |       |       | 0    | -    | 0    |
| 1992 | 250cc  | HRC-Honda      | NSR250  | JPN 2   | AUS -   | MAL -   | SPA -   | ITA -   | EUR -   | GER -   | NED -   | HUN -   | FRA -  | GBR -  | BRA -   | RSA - |         |        |         |       |       | 15   | 13.º | 0    |
| 1993 | 250cc  | Rothmans-Honda | NSR250  | AUS 4   | MAL 3   | JPN 2   | SPA 7   | AUT RET | GER INJ | NED RET | EUR 2   | RSM 6   | GBR 5  | CZE 11 | ITA 7   | USA 9 | FIM RET |        |         |       |       | 120  | 8.º  | 0    |
| 1994 | 250cc  | Kanemoto-Honda | NSR250  | AUS 5   | MAL 2   | JPN 1   | SPA 3   | AUT 4   | GER 5   | NED 2   | ITA 7   | FRA 9   | GBR 2  | CZE 5  | USA 4   | ARG 1 | EUR 4   |        |         |       |       | 214  | 2.º  | 2    |
| 1995 | 250cc  | HRC-Honda      | NSR250  | AUS RET | MAL 3   | JPN RET | SPA 6   | GER 3   | ITA 5   | NED 3   | FRA 3   | GBR 8   | CZE 7  | BRA 3  | ARG 7   | EUR 7 |         |        |         |       |       | 136  | 4.º  | 0    |
| 1996 | 500cc  | Repsol Honda   | NSR500V | MAL RET | INA RET | JPN 4   | SPA 3   | ITA 7   | FRA RET | NED 13  | GER 7   | GBR 4   | AUT 11 | CZE 7  | IMO 3   | CAT 5 | BRA 8   | AUS 2  |         |       |       | 124  | 8.º  | 0    |
| 1997 | 500cc  | Repsol Honda   | NSR500  | MAL 10  | JPN 3   | SPA 3   | ITA RET | AUT 2   | FRA 3   | NED 12  | IMO 5   | GER 2   | BRA 2  | GBR 2  | CZE RET | CAT 6 | INA 1   | AUS 4  |         |       |       | 197  | 2.º  | 1    |
| 1998 | 500cc  | Repsol Honda   | NSR500  | JPN 2   | MAL RET | SPA 7   | ITA INJ | FRA INJ | MAD INJ | NED 8   | GBR INJ | GER INJ | CZE 4  | IMO 7  | CAT 2   | AUS 9 | ARG 2   |        |         |       |       | 106  | 8.º  | 0    |
| 1999 | 500cc  | Repsol Honda   | NSR500  | MAL 5   | JPN 15  | SPA 4   | FRA 9   | ITA 3   | CAT 2   | NED 1   | GBR 2   | GER RET | CZE 1  | IMO 4  | VAL 4   | AUS 1 | RSA 4   | BRA 7  | ARG RET |       |       | 211  | 3.º  | 3    |
| 2000 | 500cc  | Repsol-Honda   | NSR500  | RSA RET | MAL 6   | JPN 3   | SPA 10  | FRA 14  | ITA 8   | CAT 15  | NED 11  | GBR 10  | GER 5  | CZE 10 | POR 7   | VAL 9 | BRA 9   | PAC 10 | AUS 9   |       |       | 107  | 11.º | 0    |
| 2008 | MotoGP | Repsol-Honda   | RC212V  | QAT -   | SPA -   | POR -   | CHN -   | FRA -   | ITA 14  | CAT -   | GBR -   | NED -   | GER -  | USA -  | CZE -   | RSM - | IND -   | JPN -  | AUS -   | MAL - | VAL - | 2    | 21.º | 0    |